# Aeoliscoides longirostris
Aeoliscoides longirostris è un pesce osseo estinto, appartenente ai singnatiformi. Visse nell'Eocene medio (circa 50 milioni di anni fa) e i suoi resti fossili sono stati ritrovati in Italia, nel famoso giacimento di Bolca.

## Descrizione
Questo pesce era piccolo e di forma slanciata; solitamente non superava di molto i 5 centimetri di lunghezza. Il corpo era molto compatto, e il ventre era dotato di un margine tagliente. Il muso si prolungava in un sottile rostro tubolare. L'apertura della bocca era piccola, e posta terminalmente. Gli occhi erano grandi. Il corpo terminava in una sorta di lungo pungiglione, che si originava nei pressi del dorso e poteva sollevarsi.

## Classificazione
I fossili di questo animale vennero ritrovati nella zona di Bolca, in provincia di Verona, e furono descritti per la prima volta nel 1818 da de Blainville; solo nel 1980 vennero però attribuiti al nuovo genere Aeoliscoides da Blot, il quale ascrisse questi fossili alla famiglia Paraeoliscidae. Ricerche più recenti (Carnevale et al., 2014) indicherebbero che Aeoliscoides farebbe parte dei Centriscidae, piccoli pesci tipici dei mari poco profondi, dalla forma assottigliata. È possibile che i più stretti parenti di Aeoliscoides siano gli attuali Aeoliscus.

## Paleoecologia
A causa della piccola apertura boccale, Aeoliscoides doveva essere in grado di nutrirsi esclusivamente di piccoli animali planctonici; probabilmente, come l'attuale Aeoliscus, anche Aeoliscoides era in grado di nuotare in verticale.